# Calciner

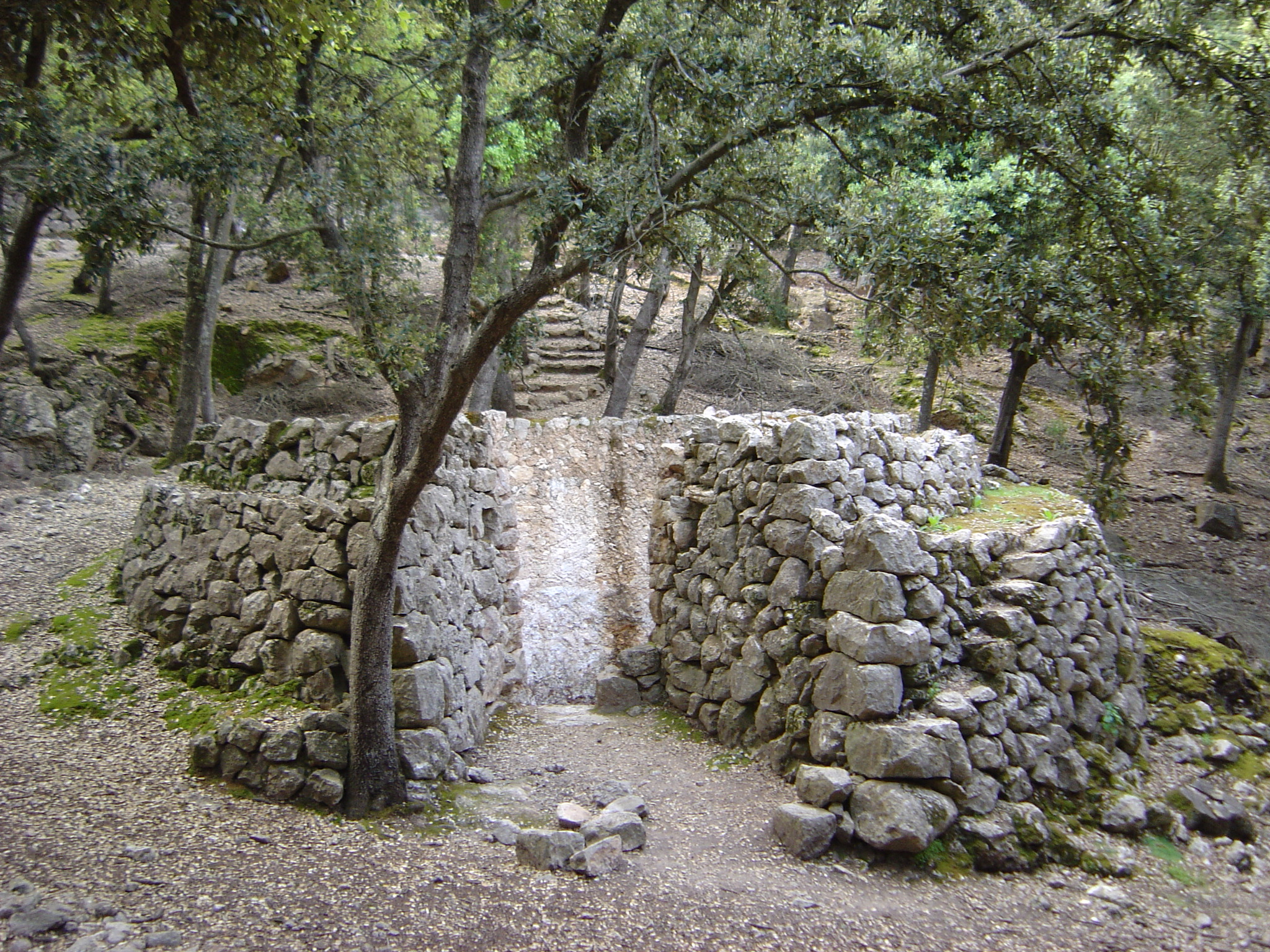
Forn de calç

El calciner o calcinaire era un menestral que tenia l'ofici de fabricar i de vendre calç, a base de calcinar la pedra calcària en un forn o en una olla de calç.